# Афрички феминизам
Афрички феминизам је врста феминизма коју су иновирале афричке жене и која се посебно бави условима и потребама жена континенталне Африке (афричке жене које бораве на афричком континенту). Афрички феминизам укључује многе сопствене сојеве, укључујући мајчинство, фемализам, феминизам у смислу пужа, женственост/женске палавере, него-феминизам и афрички женизам. Пошто Африка није монолит, ови феминизми не одражавају сва искуства афричких жена. Неки од феминизама су специфичнији за одређене групе афричких жена. Афрички феминизам је понекад повезан, у дијалогу или у сукобу са црним феминизмом или афричким женизмом (који се перципира као афричке жене у дијаспори, а не као афричке жене на или недавно са континента), као и са другим феминизмима и феминистички покрети, укључујући и оне национално засноване, као што су феминизам у Шведској, феминизам у Индији, феминизам у Мексику, феминизам у Јапану, феминизам у Немачкој, феминизам у Јужној Африци итд.

## Потреба за афричким феминизмом
Неки тврде да су афричке жене прве феминисткиње, већ су биле дубоко ангажоване на Светској конференцији о женама 1985.  и да су дуго признавале доприносе једне друге.  Други сматрају да је афрички феминизам постао неопходан делимично због тога што је бели западни феминизам искључио искуства црнкиње и континенталне Африканке. Бели западни феминизми не узимају у обзир посебне проблеме са којима се црнкиње суочавају на пресеку њихове црнине и њихове женствености. Тренутно, бели феминизам често класификује афричке жене као „обојене жене“, које групишу и на тај начин потискују историјску путању и специфично искуство афричке жене. Хејзел Карби у филму „Беле жене слушајте! Црни феминизам и границе сестринства“ напомиње зашто се бели феминизам сматра нормативним искуством свих жена. Она пише: „Историја је конструисала нашу сексуалност и нашу женственост као да одступају од оних квалитета којима су беле жене, као награда западног света, обдарене.  Међутим, бели феминизам не може наставити да брише Африку или афричке жене из феминистичке теорије или феминистичког заговарања, јер ће као мајчин континент човечанства, наративи и искуства афричких жена увек бити релевантни.
Афрички феминизам није био у потпуности реакција на искључење из визије феминизма белих феминисткиња, већ и на њихову сопствену генијалност и жељу да створе феминизам који је пригрлио њихово порекло и искуства. Афрички феминизам изражава реалност жена у различитим афричким земљама. Потребе жена, стварност, угњетавање и оснаживање најбоље се решавају инклузивним и прилагодљивим разумевањем генеричких и општијих питања, као и посебности и групног става према самодефинисању жена. Наоми Нкелах пише да афрички феминизам „стреми стварању нове, либералне, продуктивне и самопоуздане афричке жене унутар хетерогених култура Африке. Феминизми у Африци, на крају крајева, имају за циљ да модификују културу јер утиче на жене у различитим друштвима.“
У исто време, Африка није монолит, па су неки критиковали сваку идеју о „афричком феминизму“. Постоје разлике у регионалном, етничком, политичком и религијском смислу, које све утичу на то како жене концептуализују како феминизам и слобода изгледају за њих.   Док ће афричке жене из, на пример, Египта, Кеније, Јужне Африке и Сенегала имати неке заједничке карактеристике, постојаће варијације у начину на који разумеју род и родну борбу. Стога, ове различите културе мењају начин на који ове афричке жене доживљавају свет. Дакле, не може се једноставно спојити све жене под нереалним очекивањем сестринства, већ уместо тога препознати и поштовати разлике које постоје као резултат ових различитости. Борбе са којима се жене суочавају широм света су заједничке јер је заједнички фактор мушка привилегија. Модерна Африканка је јака, паметна и отпорна и пробудила се у могућностима које има. Више није задовољна опцијама које су јој створене, већ настоји да створи нове опције и изборе за генерацију других афричких жена које ће доћи после ње. Ганске феминисткиње, на пример, доприносе томе користећи друштвене медије да промене јавни дискурс о феминизму. 
Колонијални корени родне неједнакости у Африци сугеришу да су ропство и колонијализам извор неједнакости међу мушкарцима и женама у Африци. У предколонијалном подручју, жене су имале истакнуте положаје, доприносећи друштвеном и економском друштву у патрилинеарном друштву управљајући млађим члановима породице и учествујући у међународној трговини. Према Ади Узоамака Азодо, „Постојала је комплементарност мушких и женских улога у претколонијалним афричким друштвима и да је током и након колонизације дошло до пада афричке жене са позиције моћи и самосуверености да постане помоћница мушкарца." У културама Едо и Јоруба, краљице-мајке су биле титуле коју би добила краљева мајка или слободна жена са значајним статусом. Они би водили састанке и имали би потчињене носиоце титуле који би јој помагали. Легенде Јоруба и Хауса тврде да су жене чак могле да носе титулу краља. Међутим, то се променило у 20. веку са патријархатом и колонијализмом који су променили положај жена у друштву. Женске поглавице су изгубиле своју моћ када су мушки поглавице почели да преговарају са колонијалним силама. Западне идеје о патријархату које су промовисале зависност жена од мушкараца биле су наметнуте на образовни, политички и економски сектор колонизованих заједница у Африци. 
Неки научници су у афричкој феминистичкој теорији позвали да се више пажње посвети сексуалном раду, комплексу белог спасиоца и насиљу над афричким женама, женама у војсци,  теренском раду са афричким женама, истополним особама интимности, савремености,  и мисао активиста.
Афрички феминизам је подељен око питања сексуалности: „Афричке феминисткиње су оштро подељене, при чему је већина већине отпорна на изазивање хетеросексизма и хомофобије у својој пракси против патријархата... Само неколико радикалних афричких феминисткиња бави се хетеронормативношћу, док много мањи корпус појединачних афричких феминисткиња укључује неесенцијалистичка флуидна и динамична схватања рода која одступају од фиксне бинарне опозиције мушкараца и жена, мушкараца и жена.“ 

## Принципи афричког феминизма
Афрички феминизми се баве културним питањима за која сматрају да су повезана са сложеним искуствима са којима се суочавају све жене свих култура на афричком континенту. Што се тиче феминистичког теоретисања, многи аутори таквих теорија потичу из западне Африке и посебно Нигерије.
У свом чланку „Западноафрички феминизми и њихови изазови“, Наоми Нкелах говори о различитим облицима афричких феминизама.  Прво, она указује на женственост, за коју тврди да није део афричког феминизма, јер се односи на афричке жене из дијаспоре, а не на жене континенталне Африке.  Друго, она посматра штиванизам, који, напротив, ставља афричке жене у центар дискурса јер је штиванизам дубоко укорењен у искуствима и стварностима са којима се афричке жене суочавају.  Треће, она гледа на мајчинство, матерински облик феминизма који види сеоске жене као обављање неопходног задатка неговања друштва.  Четврто, она гледа на фемализам, који ставља женско тело у центар феминистичких разговора.  Коначно, она се осврће на него-феминизам и феминизам у смислу пужа, који подстичу укључивање мушкараца у дискусије и залагање за феминизам и обоје тврде да је укључивање мушкараца неопходно за слободу жена.
Ови облици феминизма деле неколико заједничких карактеристика. Прво, сви они оспоравају термин "феминизам", како његов западни термин тако и корене, јер у први план стављају искуства афричких жена. Друго, зато што зависе од аутохтоних планова, узимају из историје и културе афричких народа како би створили неопходне алате потребне за охрабривање жена и образовање мушкараца. Треће, они укључују „родну инклузију, сарадњу и прилагођавање како би се осигурало да и жене и мушкарци доприносе (чак и ако не подједнако) побољшању материјалних услова жена“.

## Огранци афричког феминизма
Разноликост у феминизмима показује активно ангажовање афричке жене у родним односима.

### Женственост
У свом чланку „Западноафрички феминизми и њихови изазови“, Наоми Нкелах наводи да женственост није део афричког феминизма, јер се односи на афричке жене из дијаспоре, а не на жене континенталне Африке. То је произашло из критике либералног феминизма као искључујући наративе и искуства обојених жена, посебно црних жена.
Други виде женскост као настанак и из афроамеричке и из афричке варијанте. Афричка жена се бави феминизмом из (1) афричке перспективе; (2) афричка геополитичка локација; (3) и афричко идеолошко гледиште.  Женизам је важан јер ставља феминистичку визију у искуства црнкиње са културом, колонијализмом и многим другим облицима доминације и потчињавања који утичу на животе афричких жена. Женизам „има за циљ да идентификује проблеме који се односе на доминацију мушкараца у друштву док тражи решења за маргинализацију жена гледајући унутра и споља. 
Варијанта женскости коју је изнела Кленора Хадсон-Вимс је афрички женизам, терминологија коју је сковала средином 1980-их. Њена употреба израза „Африкана“ указује на то да би активизам усмерен на жене требало да укључује жене на афричком континенту и жене у афричкој дијаспори. Она заговара потпуни раскид од белог феминизма, покрета који су креирале и за беле жене без икаквог инкорпорирања афричког искуства. Она такође тврди да мушкарци и жене из Африке имају више заједничког него што Африканке имају са белим женама, што је додатни разлог за развој нове врсте активизма.

### Стиванизам
Основана од стране Омоларе Огундипе-Лесли, стиванизам се више фокусира на структуре које тлаче жене и начин на који жене реагују на ове институционализоване структуре. Огундипе-Лесли тврди да је борба за афричке жене резултат колонијалне и неоколонијалне структуре које често стављају афричке мушкарце на врх друштвене стратификације. Штавише, борба са којом се суочавају афричке жене је такође повезана са начином на који су интернализовали патријархат и дошле да саме подрже систем.

### Него-феминизам
Афричка феминисткиња, списатељица и научница Обиома Наемека разматра и дефинише термин „него-феминизам“ у свом чланку Него-феминизам: теоретизирање, практиковање и обрезивање афричког пута.“ Она пише: „Него-феминизам је феминизам преговарања; друго, него-феминизам означава 'без ега' феминизам и структуриран је културним императивима и модулиран сталним промјенама локалних и глобалних потреба.  Већина афричких култура има културу преговора и компромиса када је у питању постизање споразума. У него-феминизму, преговори играју улогу давања и узимања. За афрички феминизам, да би победиле у изазовима, феминисткиње морају преговарати и понекад направити довољно компромиса да би стекле слободе. Ннаемека пише да афрички феминизам функционише тако што зна „када, где и како детонирати и обилазити патријархалне нагазне мине“. То значи да него-феминизам зна како да искористи културу преговарања како би деконструисао патријархат у корист жене.

### Материзам
У својој књизи, Материзам: афроцентрична алтернатива феминизму, Кетрин Обианују Акхолону пише да је афричка алтернатива западном феминизму мајчинство, а мајчинство се састоји од мајчинства, природе и неге.  Када се дефинише, материзам је мултидимензионална теорија која укључује „динамику уређења, преуређења, стварања структура, изградње и поновне изградње у сарадњи са мајком природом на свим нивоима људских настојања“.  Мајка је неко ко је посвећен опстанку и одржавању Мајке Земље и неко ко прихвата људску борбу.  Акхолону, међутим, јасно ставља до знања да мајка може бити жена или мушкарац. Мајчинство нема сексуалне баријере јер је срж мајчинства партнерство, сарадња, толеранција, љубав, разумевање и стрпљење.  Да би мајчинство функционисало, мора постојати мушко-женска комплементарност која обезбеђује целовитост људског постојања у уравнотеженом екосистему. 

### Фемализам
Фемалистички модел је развио Шиома Опара.  Опара описује фемализам као „нијансу афричког феминизма, мекши је тон од либералног феминизма и високо поларизован од радикалног феминизма“. У својој основи, фемализам је афрички и наглашава тело афричке жене.

### Феминизам пужева
Феминизам пужева је теорија коју је предложила Акачи Адимора-Езеигбо .  Овај феминизам подстиче Нигеријку да ради полако као пуж у свом опхођењу са мушкарцима у „тешком и веома тешком патријархалном [нигеријском] друштву у којем живе“. Езеигбо предлаже да жене „морају научити стратегије преживљавања како би биле у стању да превазиђу препреке које се налазе пред њом и живе добрим животом“.

### Мизовиризам
Мизовиризам је теорија коју је измислио камерунски мислилац Веревере Ликинг.  

### Културни феминизам
Културни феминизам је теорија коју је измислила нигеријска ауторка Бучи Емечета, коју је назвала "феминизам са малим ф". 

## Примери афричког феминизма

### Нигеријски феминистички покрети
Иако су значајни феминистички покрети ницали широм афричког континента, феминистички покрет у Нигерији служи као врхунски пример афричког феминизма. Након националне конференције 1982. године, инаугурација организације Жене у Нигерији (ВИН) представила је феминизам у његовом садашњем облику – доследно, организовано, са јасним циљевима и идеологијом.  Упркос тешким почецима, многи научници одају почаст јер је деловао као полигон за појаву организованих феминистичких борби у Нигерији.
Током својих првих десет година, био је омогућен развој многих самоидентификованих феминисткиња у Нигерији данас.  ФПН је усвојио отворену политику чланства 'дођи један - дођи сви', где је било ко, мушко или женско, био прихваћен све док таква особа прихвата одредбе ФПН-овог Устава.  Политика отвореног чланства ФПН-а омогућила је улазак многим особама које нису имале појма о основним вредностима феминизма и принципима родне правде. 
Од свог почетка, Жене у Нигерији су спонзорисале истраживачке пројекте док су се укључиле у заговарање политике и активизам који је холистички имао за циљ побољшање социо-економских услова под којима су многе жене у Нигерији искусиле.  Штавише, јединственост ФПН-а произилази из његове свести и о класи и о роду у односу на борбу за еманципацију нигеријских жена.  Стога је ФПН препознао нигеријско женско искуство у суштини као „двоструку опасност“, где су експлоатација и угњетавање жена означени као двоструки облици неправде, и као припаднице подређене класе и као жене. 
У јануару 2008. нигеријски феминистички покрет је инаугурисао Нигеријски феминистички форум (НФФ) – који је успоставио већу и кохерентнију коалицију од ФПН. Почетком 2000-их, НФФ је створен након периода инкубације који је започео покретањем Афричког феминистичког форума (АФФ) у Акри. АФФ је објавио Повељу о феминистичким принципима која служи као информативни водич за афричке феминисткиње који јасно наводи како се афричке феминисткиње дефинишу, пружа разумевање феминизма и патријархата, и појачава идентитет, етику и одговарајуће знање феминистичког вођства широм света. континента Африке.
Након великог успеха на основном нивоу, НФФ се ефикасно проширио и заменио Жене у Нигерији. као званични нигеријски феминистички покрет. Штавише, ови новонастали нигеријски феминистички покрети су били део континенталног (панафричког) феминистичког покрета, где су хиљаде феминистичких активисткиња из целог региона биле окупљене да се боре против Патријаршије. 

## Истакнуте афричке феминисткиње
Познате афричке феминисткиње су Френсис Абигејл Олуфунмилајо Ренсоме-Кути, Лејди Кофоворола Ајна Адемола, Чимаманда Нгози Адичи, Мона Елтахави, Навал Ел Садави итд.

## Улога мушкараца у афричком феминизму
Циљ феминизма је оснаживање жена како би се осигурала равноправност мушкараца. За неке људе, термин феминизам погрешно је значио покрет који је био анти-мушки, антикултура и анти-религија.  У сврху инклузије, неке жене радије се баве родном теоријом и активизмом укључивањем мушкараца у дискусију јер то промовише идеју да је феминизам једнакост свих полова и важно је напоменути да се и они суочавају са тешкоћама као мушкарци.  Будући да су већина креатора политике у многим афричким земљама мушкарци, неки верују да је инклузивност важна ако жене желе да добију предност у променама политике које утичу на њих.  Значај који многе жене придају комунализму и породици резултира њиховом жељом да раде са мушкарцима на развоју инклузивног приступа решавању родних питања. Да би се искоренило угњетавање са којим се жене суочавају због свог пола, рад са мушкарцима постао је неопходан.  Улога афричких мушкараца у феминизму је нијансирана и зависи од локације, окружења и личне идеологије.